# Торелла-деи-Ломбарди
Торелла-деи-Ломбарди (итал. Torella dei Lombardi, неап. Torella dei Lombardi) — коммуна в Италии, располагается в регионе Кампания, в провинции Авеллино.
Население составляет 2202 человека (2008 г.), плотность населения составляет 85 чел./км². Занимает площадь 26 км². Почтовый индекс — 83057. Телефонный код — 0827.
Покровителем коммуны почитается святой Евстахий, празднование 20 января.

## Демография
Динамика населения:

## Администрация коммуны
- Официальный сайт: http://www.comune.torelladeilombardi.av.it/